# Pandanus
Pandanus Parkinson è un genere di piante della famiglia Pandanaceae che comprende oltre 600 specie distribuite nella fascia tropicale di Africa, Asia e Oceania.
Le diverse specie di Pandanus costituiscono un'importante risorsa ecologica per molte forme di vita animale, e trovano ampia utilizzazione nell'artigianato, nella gastronomia e nella medicina popolare di molte popolazioni.

## Descrizione

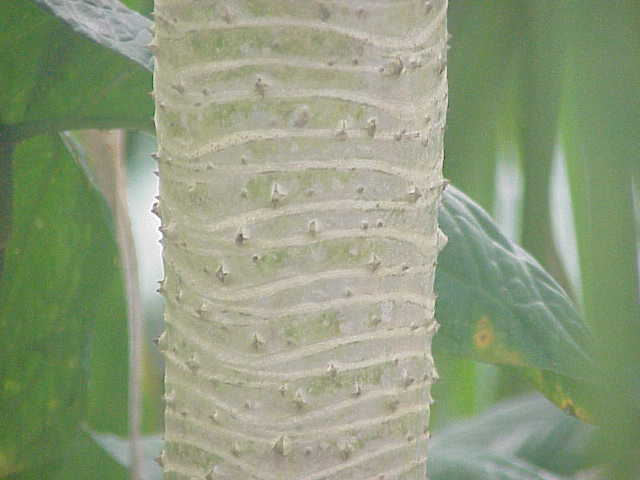
Fusto

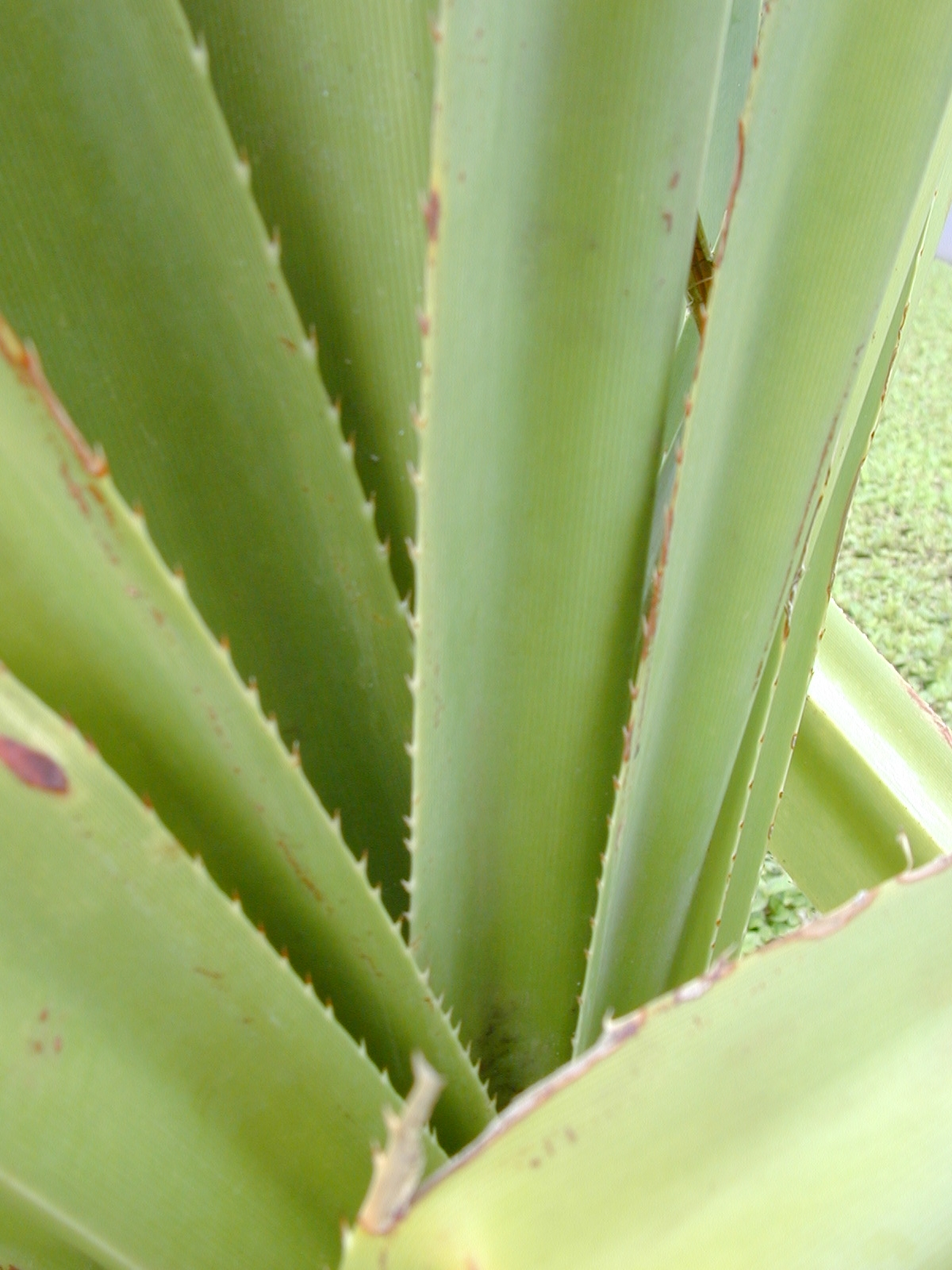
Foglie

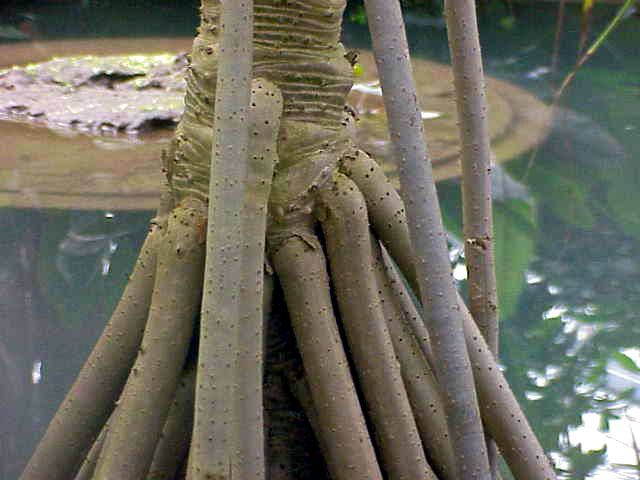
Radici

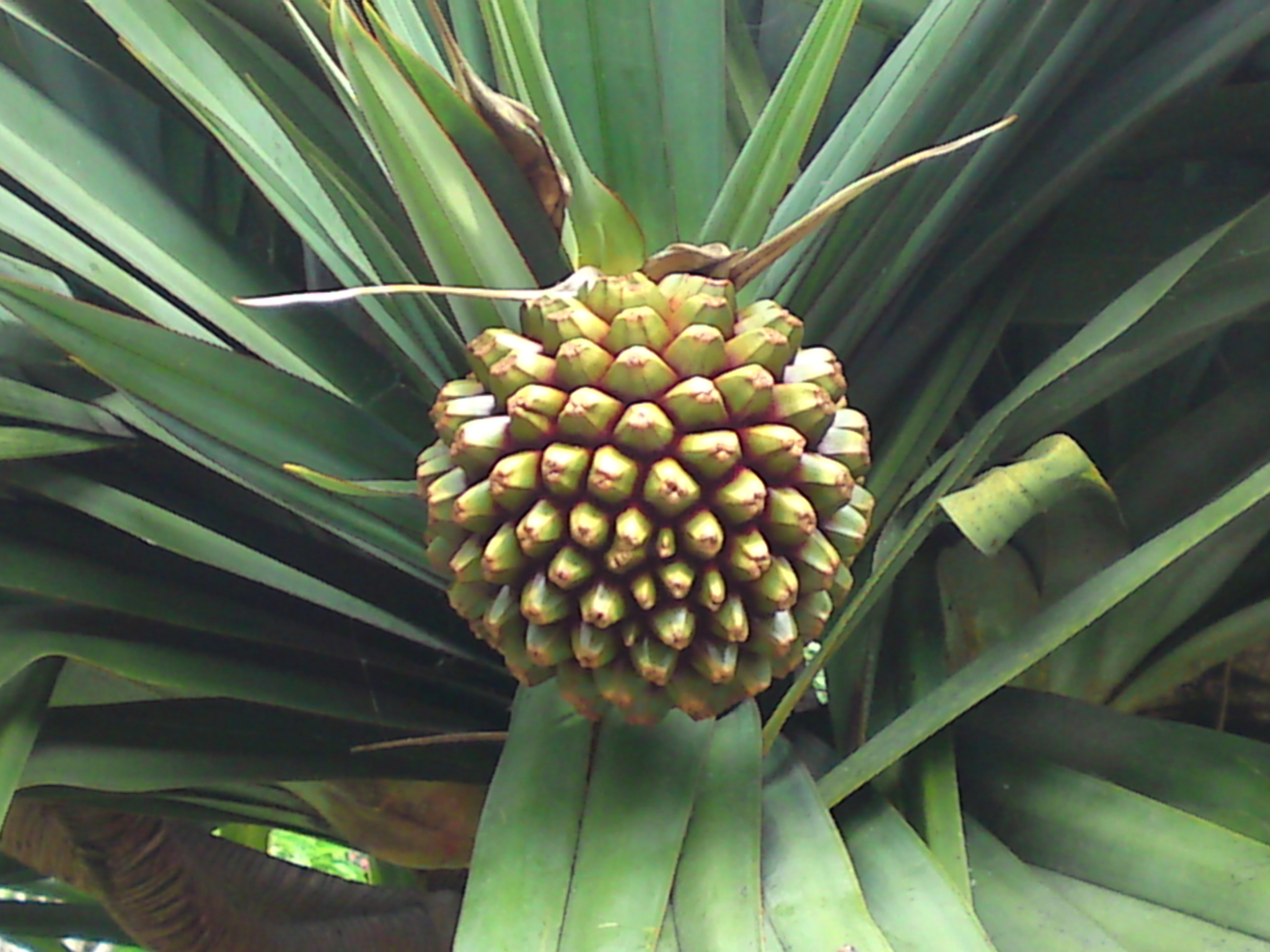
Frutto

Il genere Pandanus comprende sia specie con portamento arbustivo che specie arboree, che possono raggiungere anche i 20 m di altezza.
Il fusto è cilindrico, liscio, ramificato dicotomicamente, caratterizzato dalla presenza di cicatrici anulari che si formano in corrispondenza della zona di inserzione dalle foglie caduche.
Le foglie sono coriacee, ensiformi, in genere disposte a spirale all'apice del fusto, lunghe da 30 centimetri fino ad un paio di metri, con margini seghettati nella maggior parte delle specie, di colore variabile dal verde pallido al verde galuco, con striature longitudinali bianche o gialle, raramente rossastre, più o meno larghe a seconda delle specie.
Sono piante dioiche, cioè con fiori maschili e femminili portati su piante distinte.  I fiori maschili sono larghi 2–3 cm e circondati da brattee biancastre, mentre quelli femminili sono leggermente più grandi.
I frutti sono drupe globose, aromatiche, oleaginose, di 10–20 cm di diametro, che ricordano vagamente l'ananas; sono di colore verde nelle prime fasi e arancione-rosso a maturazione avvenuta. Alcune specie (p.es. Pandanus edulis) hanno frutti commestibili per l'uomo.
Molte specie sviluppano radici aeree colonnari, che dipartendosi dal fusto e dai rami si dirigono verso il terreno formando caratteristici fasci piramidali con funzione di sostegno.

## Distribuzione e habitat
Il genere ha un ampio areale che comprende la fascia tropicale di Africa, Asia e Oceania, abbracciando l'Africa tropicale subsahariana, il Madagascar, che con oltre 80 specie rappresenta un hotspot di biodiversità, le isole dell'oceano Indiano (Réunion, Mauritius), l'India, buona parte del sud-est asiatico, le isole Filippine, l'Australia e le isole del Pacifico (Polinesia, Micronesia, Melanesia).
L'habitat tipico delle specie di questo genere è la foresta pluviale.

Alcune specie (p.es P. utilis) tollerano un certo grado di salinità e crescono bene in vicinanza del mare.

## Tassonomia
Il genere Pandanus comprende oltre 600 specie tra cui:
- Pandanus amaryllifolius Roxb.
- Pandanus aquaticus F. Muell.
- Pandanus tectorius Parkinson ex Zucc.
- Pandanus utilis Bory

## Ecologia
Le piante di Pandanus sono una risorsa ecologica per molte e diverse forme di vita animale.
Numerosi piccoli mammiferi, come per esempio il piccolo marsupiale insettivoro Sminthopsis virginiae, prediligono i boschetti di Pandanus come rifugio contro i predatori. Alcuni di essi, come per esempio il pipistrello frugivoro Pteropus mariannus, si nutrono dei frutti della pianta e giocano un ruolo attivo nella dispersione dei semi.
La stretta interrelazione tra i Pandanus ed alcune specie di uccelli è testimoniata già dal loro nome vernacolare: il mangiamiele faccia azzurra (Entomyzon cyanotis) è conosciuto in Australia come "Pandanus Bird" mentre il nome comune della tortora spalle barrate (Geopelia humeralis) è "Pandanus Pigeon". Le ragioni di un così stretto rapporto uccello-pianta possono essere diverse. Per molte specie il Pandanus è fonte di nutrimento, che può essere rappresentato dai frutti della pianta, come nel caso del grande cacatua ciuffogiallo (Cacatua galerita), o da piccoli invertebrati ospitati dalle foglie e dal tronco, come nel caso del diamante rosso (Neochmia phaeton), dello scricciolo splendente coronato (Malurus coronatus) o della coracina ventrebianco (Coracina papuensis); nel caso invece della cornacchia di Torres (Corvus orru) la preda è rappresentata dalle piccole rane Litoria bicolor, una specie che ha il suo micro-habitat proprio tra le foglie del Pandanus. Altri uccelli infine, come il diamante rosso (Neochmia phaeton) o il diamante codalunga (Poephila acuticauda) usano i Pandanus per costruirvi, tra le foglie secche, i loro nidi.
Le raccolte di acqua che spesso si formano nel fusto o alle ascelle delle foglie degli alberi di Pandanus (fitotelmi) sono una risorsa per molte specie di anfibi e rettili. Il serpente acquatico Acrochordus arafurae staziona frequentemente tra le radici di Pandanus aquaticus.
In Madagascar sono note diverse specie di rane che completano il loro sviluppo larvale nei fitotelmi dei Pandanus; tra di esse i mantellidi Guibemantis bicalcaratus e Guibemantis punctatus. Anche il cofilino dalle quattro macchie (Cophyla tetra) alberga quasi esclusivamente sulle piante di Pandanus, utilizzando le foglie come piattaforma da cui diffondere il suo canto notturno. Altre rane arboricole come Litoria rothi, Litoria bicolor e Litoria rubella si trovano quasi esclusivamente su Pandanus aquaticus.
Tra i crostacei, il granchio Cardisoma carnifex si nutre dei frutti di Pandanus tectorius favorendone la dispersione dei semi; analoghe abitudini hanno anche il granchio del cocco Birgus latro ed altre specie.
I fitotelmi dei Pandanus sono inoltre il micro-habitat specializzato di molte specie di insetti.

La biologia delle larve di alcuni ditteri Neurochaetidae, come Neurochaeta magnifica, è intrinsecamente legata ai fitotelmi dei Pandanus, così come quella di numerose specie di Culicidae e Halimococcidae.

Esiste infine una stretta relazione tra P. tectorius e l'insetto stecco Megacrania batesii che si nutre solo delle foglie delle sue piante.

## Usi

### Artigianato

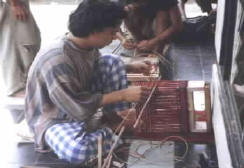
Tessitura

In Madagascar e nelle isole Mascarene le fibre ricavate dalle foglie e dalle radici aeree di Pandanus utilis sono utilizzate per la produzione artigianale di cordami e legature, nonché di cesti, stuoie, cappelli, pennelli, tovagliette e reti. Possono anche essere utilizzate per produrre carta.

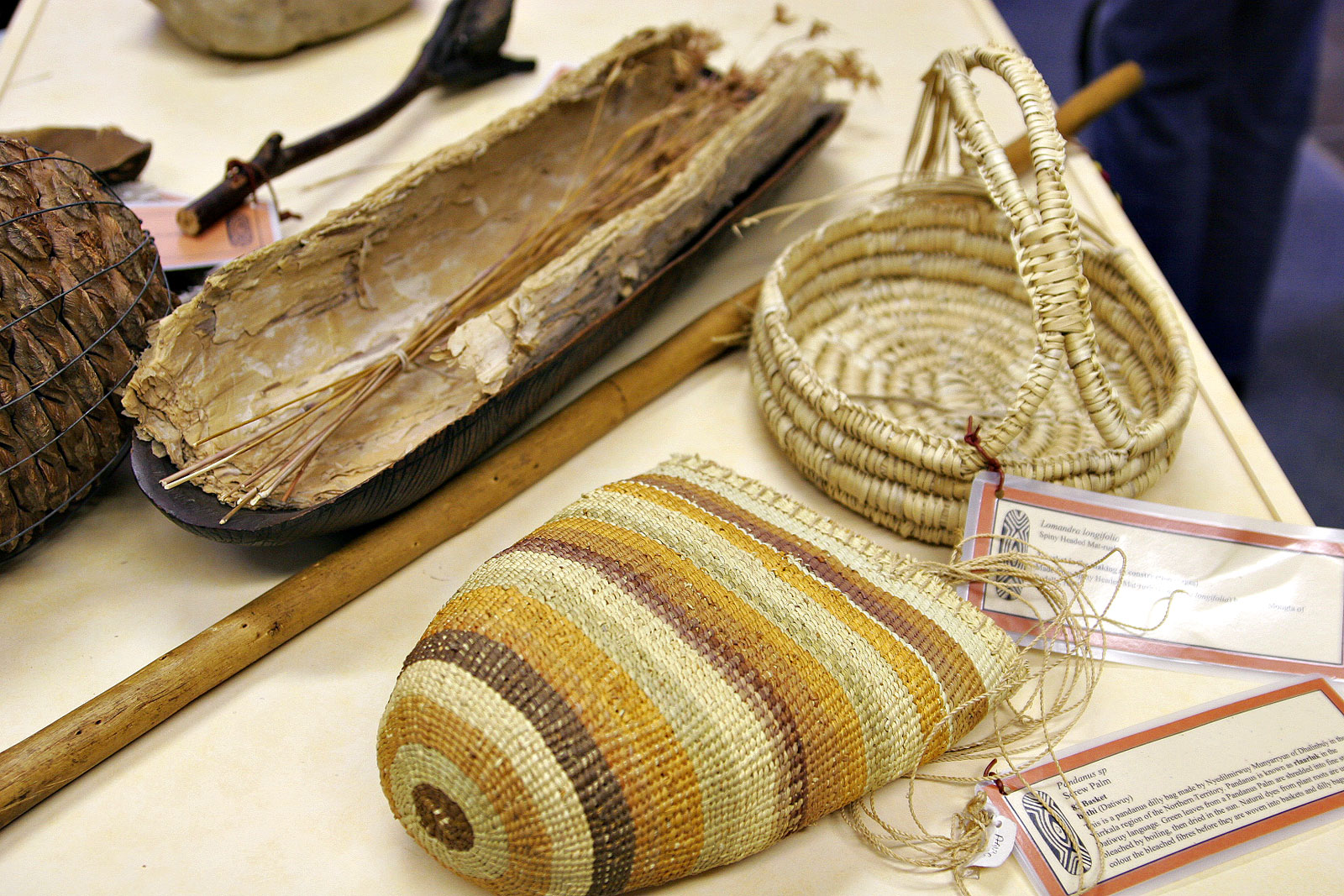
Manufatti aborigeni

Anche presso le popolazioni aborigene australiane si usano le fibre di diverse specie di Pandanus per realizzare dei lavori di intreccio molto elaborati, in particolare delle stuoie e delle borse dette dilly bags. Il nome deriva dal termine dili, parola con cui gli Jagera indicano l'albero da cui si ricava la fibra. Si tratta di un modello di borsa tradizionale, usato dagli antichi cacciatori e raccoglitori per il trasporto di frutta, noci, miele, piccola selvaggina e utensili vari.

### Gastronomia

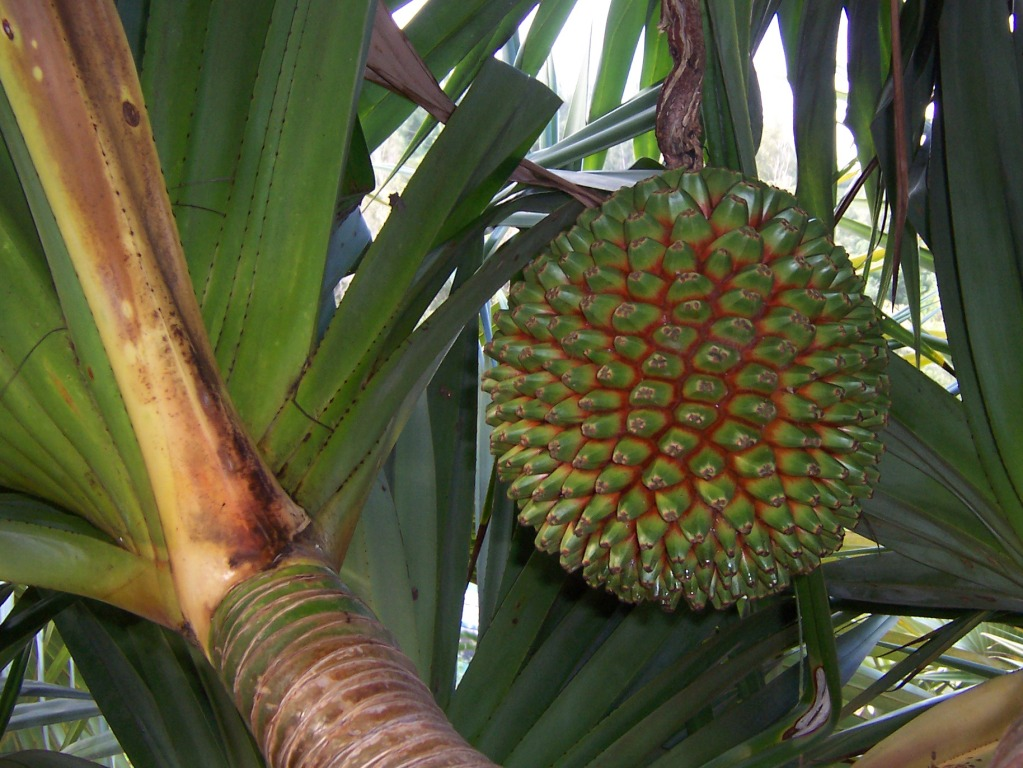
Frutto di Pandanus utilis

In Africa i frutti di P. utilis vengono utilizzati per ricavarne una polpa farinosa, gradevole al palato dopo la cottura. Molte altre specie, tra cui P. edulis, producono frutti oleaginosi edibili, il cui consumo per uso alimentare è diffuso a Réunion e anche tra le popolazioni micronesiane di Kiribati.
Nel sud-est asiatico le foglie di P. amaryllifolius servono a confezionare dei cestini dentro i quali vengono fatte cuocere carni, pesci e legumi; vengono inoltre utilizzate per aromatizzare il riso, il curry e dolci come la torta al pandano.
In India dai fiori di P. fascicularis si ricava un olio essenziale detto Kewra che è utilizzato per aromatizzare pietanze, bibite e dolci.
Nelle Filippine le radici aeree di alcune specie sono utilizzate per ricavarne una bevanda.

### Etnomedicina
Le foglie, i frutti e le radici di alcune specie di Pandanus trovano svariati impieghi nella medicina popolare di diverse popolazioni africane, asiatiche e oceaniche.
A Réunion, le infiorescenze di P. utilis sono considerate afrodisiache, mentre decotti delle radici vengono utilizzati come rimedio contro le malattie veneree.
Presso alcune popolazioni tribali del Bangladesh, le foglie di P. tectorius sono usate come lassativo e per trattare le malattie da raffreddamento e la varicella.
Nella medicina popolare hawaiiana, il polline, i fiori, le foglie e le radici di P. tectorius trovano svariati impieghi: nel trattamento della scrofula, delle infiammazioni cutanee e delle ferite, nella costipazione, nelle infezioni urinarie.
Nelle Filippine, un decotto di radici di P. tectorius è tradizionalmente utilizzato come diuretico. Decotti di foglie sono invece utilizzati per il mal di testa, i dolori reumatici ed il mal di stomaco. Le foglie secche polverizzate vengono utilizzate per favorire la cicatrizzazione delle ferite.

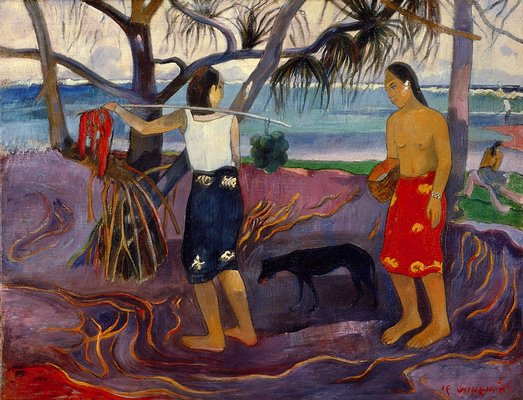
I raro te Oviri - Sous les pandanus I (Paul Gauguin)

### Altri usi
A Réunion, gli alberi di Pandanus utilis sono usati come supporto per la coltivazione della vaniglia (Vanilla planifolia). 

In molte regioni tropicali e subtropicali vengono utilizzati per creare barriere frangivento o semplicemente come piante ornamentali. 

Nelle zone temperate del Nord America e in Europa giovani esemplari vengono spesso coltivati come piante da appartamento.

## Citazioni nelle arti figurative
- Un esemplare polinesiano di Pandanus è raffigurato nel quadro di Paul Gauguin intitolato I raro te Oviri - Sous les pandanus I
- I costumi del film australiano 10 canoe di Rolf de Heer (2006) sono stati realizzati utilizzando, con il coinvolgimento degli aborigeni Yolngu, le tecniche ancestrali di tessitura di oggetti in fibra di Pandanus.